# 妻の恋
『妻の恋』（つまのこい）は、NHKの『ドラマ新銀河』で1995年9月25日から10月19日まで放送されたテレビドラマ。脚本は内館牧子で本人が小説も執筆している。

## 概要
放送ライブラリーでは第1回が公開。

## キャスト
和泉涼子
演 - 古手川祐子
村瀬徹
演 - 竹脇無我
和泉基夫
演 - 塩屋俊
目黒万知子
演 - 中原理恵
村瀬芳雄
演 - 西村晃
鈴木勇一
演 - 松岡昌宏

## スタッフ
- 脚本 - 内館牧子[1][2]
- 音楽 - 井上堯之[1][2]
- 主題歌 - CHAGE&ASKA「好きになる」（ポニーキャニオン）[1]
- 制作統括 - 浅野加寿子[1][2]
- 美術 - 太田礼二[2]
- 演出 - 田中賢二[1]、松浦禎久[1]、管原浩[1]
- 制作 - NHK